# Anders Hejlsberg
Anders Hejlsberg (ur. w grudniu 1960 w Kopenhadze) – duński inżynier oprogramowania, który uczestniczył w projektowaniu kilku popularnych języków programowania i narzędzi programistycznych. Obecnie pracuje dla firmy Microsoft, gdzie jest głównym architektem języka C#.

## Młodość
Hejlsberg urodził się w Kopenhadze w Danii i studiował na Technical University of Denmark, ale nie skończył studiów. W 1980 zaczął pisać programy dla mikrokomputera Nascom i stworzył kompilator języka Pascal (Blue Label Pascal compiler for the Nascom-2). Wkrótce kompilator został przepisany dla CP/M oraz dla systemu MS-DOS. Kompilator ten został nazwany Compas Pascal a później Poly Pascal. PolyPascal został sprzedany firmie Borland i zintegrowany z IDE stając się kompilatorem Turbo Pascal.

## W firmie Borland
Hejlsberg w 1989 przeprowadził się do Kalifornii i stał się głównym architektem firmy Borland. Turbo Pascal w rękach firmy Borland stał się jednym z najpopularniejszych kompilatorów języka Pascal jaki kiedykolwiek powstał na świecie. Hejlsberg systematycznie rozwijał tenże kompilator i ostatecznie został szefem zespołu produkującego następcę kompilatora Turbo Pascal, Delphi.

## W firmie Microsoft
W 1996, Hejlsberg opuścił firmę Borland, by zacząć pracować w firmie Microsoft. Jednym z jego pierwszych osiągnięć był język programowania J++ i Windows Foundation Classes; W roku 2000 Anders Hejlsberg został głównym architektem zespołu tworzącego nowy język programowania C#. W 2012 Hejlsberg ogłosił swój nowy projekt TypeScript, będący rozszerzeniem języka JavaScript.